# Tamires
Tamires, de son nom complet Tamires Cássia Dias Gomes, née le 10 octobre 1987 à Caeté, est une footballeuse internationale brésilienne évoluant au poste de défenseur. En 2019, elle joue au SC Corinthians Brésil le Championnat du Brésil.

## Biographie

### En club
En 2008, Tamires joue dans la W-League américaine, avec le club des Lady Eagles de Charlotte. 
En 2013, elle retourne au Brésil pour signer en faveur du Centro Olímpico.
En juillet 2015, Tamires part pour le Danemark, rejoignant le club du Fortuna Hjørring.

### En sélection
Le 22 septembre 2013, Tamires est sélectionnée pour la première fois en équipe nationale brésilienne contre la Nouvelle-Zélande. 
Trois jours plus tard, le 25 septembre, elle inscrit son premier but, lors d'une victoire 4 à 0 contre le Mexique. 
Tamires participe ensuite à la Coupe du monde 2015 organisée au Canada avec l'équipe brésilienne. Lors de ce mondial, elle joue quatre matchs, l'équipe du Brésil étant éliminée dès les huitièmes de finale par l'Australie, sur une défaite 1 but à 0.
Lors des Jeux olympiques de 2016 organisés à Rio de Janeiro au Brésil, Tamires figure à nouveau dans le groupe de la sélection brésilienne. Elle joue six matchs lors du tournoi olympique, l'équipe brésilienne étant éliminée en demi-finale face à la Suède. Le Brésil perd le match pour la médaille de bronze face au Canada.
Tamires apparaît ensuite sur la liste des 23 joueuses brésiliennes retenues pour participer à la Coupe du monde 2019 organisée en France.

## Palmarès
- Vainqueur de la Copa América féminine en 2018 avec l'équipe du Brésil